# Crosslaarzen

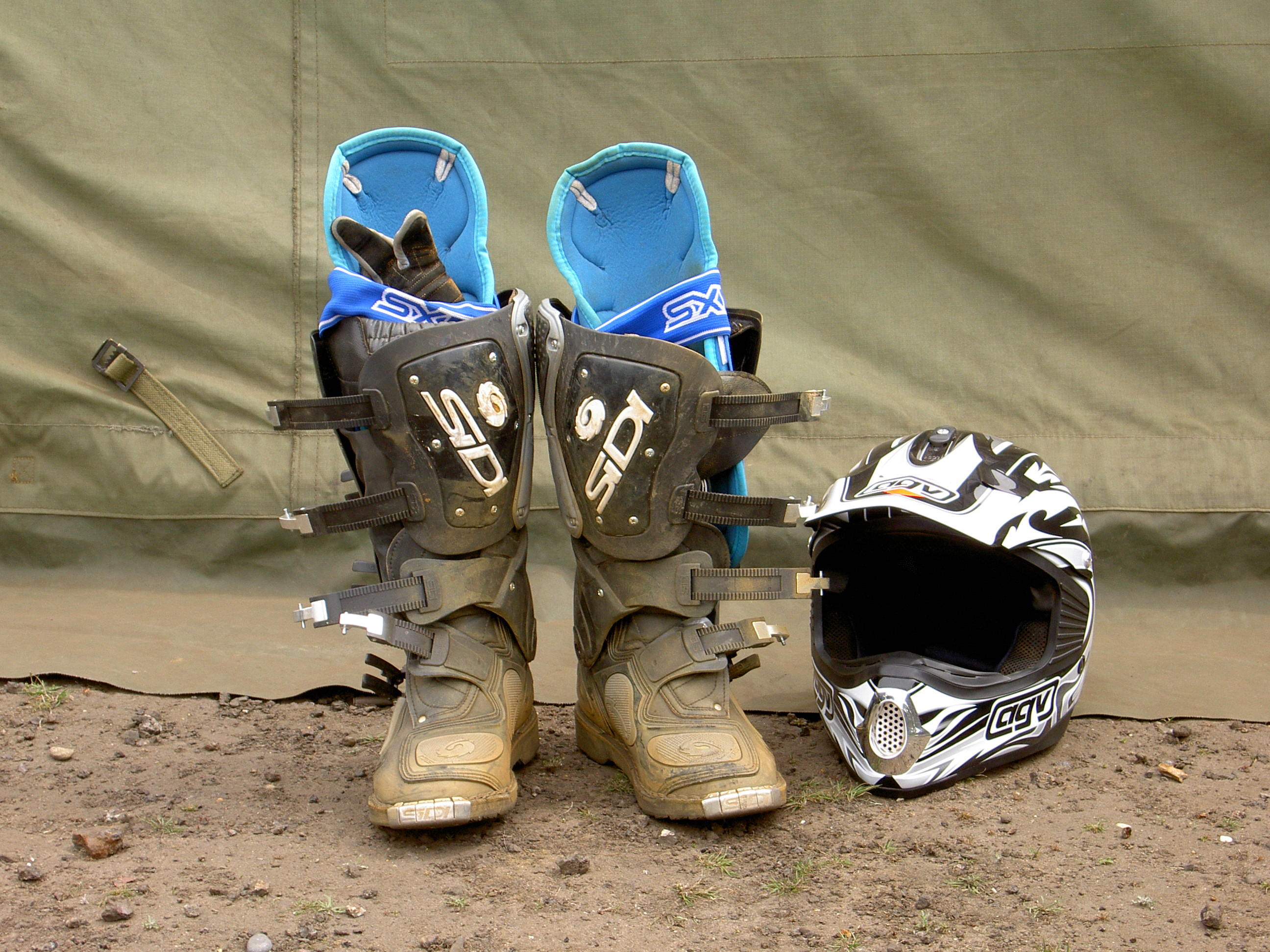
Crosslaarzen, scheenbeschermers en een cross-integraalhelm

Crosslaarzen zijn speciale motorlaarzen die door berijders van terreinmotoren worden gedragen.
Crosslaarzen zijn veel steviger geconstrueerd dan gewone motorlaarzen. Vooral rond de tenen, de enkels en de scheenbenen zijn ze voorzien van verstevigingen. Bij de enkels is het van belang deze te fixeren, zodat verstuikingen worden voorkomen. Dit is vooral belangrijk omdat terreinrijders regelmatig in bochten een been uitsteken om bij een wegglijdend wiel de motorfiets op te vangen. De bescherming van de schenen is belangrijk om takken af te weren, maar ook eventueel opgeworpen stenen van een voorganger. Voor de bescherming van de benen boven de laarzen kunnen losse scheenbeschermers worden gebruikt, maar deze kunnen ook geïntegreerd zijn in de crosskleding.